# ファッションデザイナー
ファッションデザイナー（en:fashion designer、fr:styliste）とは、デザイナーの中で、服飾・ファッション分野のデザインを専門とする者を指す。特に、ファッションショー等に出展する者の職業名ではなく、実際にはこれらに無関係の、企業専属のアパレルデザイナーや、インディーズのデザイナー、フリーのデザイナーなど、多岐にわたる。彼らは一貫してデザイン画を描いたり、実際に裁縫をすることも多い。なお、服の完成や、商品の売上について責任の一端を負う場合も多い。映画や舞台などにおける衣裳をてがけるデザイナーは、衣裳デザイナーと呼ばれる。

## 日本の主要なファッションデザイナー
- 石津謙介
- 森英恵
- 芦田淳
- 桂由美
- 三宅一生
- 高田賢三
- 菊池武夫
- 川久保玲
- 山本耀司
- 山本寛斎
- コシノヒロコ
- コシノジュンコ
- コシノミチコ
- 熊切秀典
- 黒河内真衣子
- 堀内太郎
- AKINO from bless4

## 関連する映画
- 『プレタポルテ』：作品中に、ジャン＝ポール・ゴルチエ、ソニア・リキエル、三宅一生、クリスチャン・ラクロワ（Christian Lacroix）らが登場し、デザイナーの仕事風景を垣間見ることができる。
- 『ココ・シャネル』の伝記。
- 『イヴ・サンローラン』のドキュメンタリーからオートクチュールの歴史を参考にすることができる。